# Tullnäset
Tullnäset är en bebyggelse sydost om Norrtälje, öster om sjön Limmaren i Frötuna socken i Norrtälje kommun. SCB avgränsar här från 2023 en småort.